# تاريخ الباسك

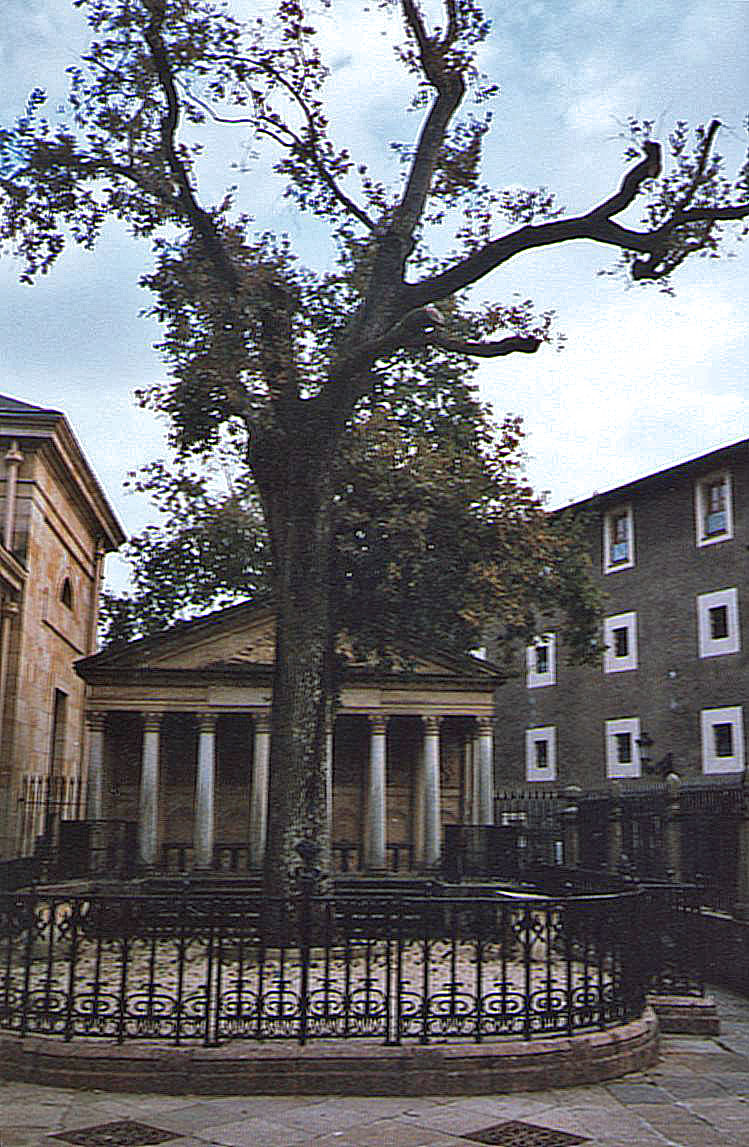

قبائل الباسك هي مجموعة عرقية لغوية أصلية تقطن في بلاد البشكنش (الواقعة في المناطق المتاخمة لإسبانيا وفرنسا). لذلك، يرتبط تاريخهم بالتاريخين الإسباني والفرنسي، وبتاريخ العديد من البلدان الأخرى السابقة والحالية، لاسيما في القارة الأوروبية وفي الأمريكيتين، وظل عدد كبير من أحفاد شعب الباسك متمسكين بأصولهم ويتجمعون في الجمعيات والنوادي الباسكية.

## الأصول

### أول إشارة لهم في المراجع التاريخية
في القرن الأول الميلادي، كتب المؤرخ اليوناني، سترابو، أن الأجزاء الشمالية للمنطقة التي تعرف اليوم باسم نافارا (نافاراو في الباسك) وأرغون كانت مأهولة من قبل قبائل الفاسكون. مع أن هناك ارتباط لغوي اشتقاقي واضح بين كلمتي الفاسكون والباسك، فلا يوجد دليل مباشر على كون قبائل الفاسكون أسلاف الباسك المعاصرين، أو على أنهم تحدثوا اللغة التي تطورت فيما بعد إلى لغة الباسك الحديثة. لكن، ومع ذلك، من الممكن الاستدلال على هذا الارتباط من خلال تناسق أسماء المناطق الجغرافية لكلا الشعبين، ومن خلال أسماء بعض الشخصيات التي وجدت على شواهد القبور، والتي تعود إلى العصر الروماني.
سكنت ثلاثة قبائل مختلفة (الفاردولي والكاريستي والأوتريغون) إقليم الباسك الحالي المتمتع بالحكم الذاتي. لا تذكر المصادر التاريخية إذا كانت هذه القبائل مرتبطة بشعب الفاسكون أو الأكويتاني أو الشعوب السلف للشعوب الهندية الأوروبية أو لشعب الكلت. المنطقة التي أثبت فيها استخدام لغة مرتبطة بشعب الباسك بشكل موثق هي منطقة جاسكوني في فرنسا، إلى الجنوب من منطقة إقليم باسك الحالية، وكان سكانها القدامى، شعب أكويتاني، يتحدثون لغة مرتبطة بلغة شعب الباسك.  

### قبل التأريخ
مع أننا لا نعرف الكثير عن شعب الباسك خلال فترة ما قبل التأريخ، وقبل فترة الاحتلال الروماني، بسبب صعوبة تحديد دليل لسماتٍ ثقافية محددة، لكنّ الرأي السائد اليوم هو أن منطقة الباسك تظهر آثارًا مستمرة منذ عصر الحضارة الأورينياسية.  
تقدم العديد من المواقع الأثرية الباسكية، بما في ذلك مساكن الكهوف مثل كهف سانتيمامين، أدلة على استمرارية الوجود البشري في تلك المناطق ابتداءً من العصر الأورينياسي وحتى العصر الحديدي قبل فترة وجيزة من السيطرة الرومانية. لذلك لا يمكن استبعاد احتمال سكن بعض السلالات من نفس الشعب لتلك المنطقة لمدة ثلاثين ألف عام مستمرة.
اعتبر بعض العلماء احتواء كلمتي «aizto» (سكين) و «aizkora» (فأس) الباسكيتان على كلمة «aitz» (التي تعني حجر) دليلًا على أن لغة الباسك تعود إلى العصر الحجري. مع ذلك، فقد تخلى البشر عن استعمال الحجر في أدواتهم في العصر الحجري النحاسي، ويرجح بعض الباحثون أن تكون كلمة «asciola» لاتينية الأصل قد دخلت إلى اللغة الباسكية وتحولت فيما بعد إلى كلمة «aizkora».

#### الأدلة الجينية
تُفسر النسبة العالية لسلبية عامل ريزوس عند شعب الباسيك (التي تعد أعلى نسبة في جميع أنحاء العالم) على أنها تشير إلى عدم اختلاط الدماء الباسكية منذ العصور القديمة. في تسعينيات القرن العشرين، نشر لويجي لوكا كافالي سفورزا النتائح التي توصل إليها في أبحاثه، والتي تفيد بأن وجود أحد الصبغيات الجسمانية الأوروبية الرئيسية، PC5، كان سمة نموذجية لأفراد شعب الباسك، ويعتقد بأن هذه السمة انحسرت بسبب هجرة الشعوب الشرقية خلال العصر الحجري الحديث والعصر الحجري المعدني.
من الممكن أن تكون التكرارات المترادفة القصيرة المتوضعة على الكروموسوم إكس عند شعب الباسك تشير إلى انحدار الشعب بشكل مباشر من الأوروبيين الغربيين في عصور ما قبل التاريخ، ولامتلاكهم أعلى نسبة من «جينات أوروبا الغربية»، مع وجود هذه الجينات بنسب متفاوتة عند سكان المناطق المجاورة، لأنهم ينحدرون من نفس الأشخاص مباشرة. مع ذلك، يبقى الحمص النووي المتقدري يثير الشكوك حول هذه النظرية. وفي نفس السياق، كشفت دراسة وراثية أجريت في عام 2001 أن الكروموسوم واي عند شعوب الكلت لا يختلف، من الناحية الإحصائية، عن الكروموسوم واي عند شعب الباسك، ما يشير إلى وجود صلة بين الباسك وبين مجموعات سكانية أخرى كالإيرلنديين والويلزيين.

### نظريات بديلة
كان للنظريات البديلة التالية المتعلقة بأصول شعب الباسك في عصور ما قبل التاريخ أتباع في يوم من الأيام، لكنها قوبلت بالرفض من قبل العديد من العلماء، ولا تمثل آراءً توافقية.  
- شعب الباسك كمستوطنين من العصر الحجري الحديث: يمكن، وفقًا لهذه النظرية، أن تعود بدايات لغة الباسك إلى حوالي 6000 عام مع تطور الزراعة. تمثل منطقة وادي إيبر الدليل الأثري الوحيد الذي يمكن أن يدعم هذه الفرضية بشكل جزئي.
- وصل شعب الباسك إلى المنطقة مع الشعوب الهندو-أوروبية: ترتبط هذه النظرية بفرضية لغوية غير مثبتة تنضوي على جمع لغة الباسك مع اللغات القوقازية في عائلة واحدة فائقة.
- حتى لو كان هذا الارتباط بين شعب الباسك وشعوب القوقاز موجودًا بالفعل، فيجب أن يعود إلى زمان أقدم بكثير من زمن الهجرات الهندية الأوروبية. بصرف النظر عن وجود شعب الكلت في وادي إيبرو خلال فترة انتشار حضارة أورنفيلد، لا يوفر علم الآثار سوى القليل من الدعم لهذه النظرية. تحوي لغة الباسك بعض الكلمات المستعارة من اللغات الكلتية والهندو أوروبية الأخرى، بخلاف تلك المنقولة عبر اللغات اللاتينية والرومانسية في العصور التاريخية.
- الباسك هم مجموعة إيبرية فرعية: تعتمد هذه النظرية على حقيقة استخدام شعب الباسك نفس أحرف الأبجدية الإيبيرية لكن بشكل عرضي، وعلى وصفِ يوليوس قيصر للآكيتينيين بأنهم إيبيريين. كما تستشهد هذه الفرضية بأوجه الشبه بين الأحرف الإيبيرية التي لم تُفكك شيفرتها بعد وأحرف اللغة الباسكية، لكن لم تفسر هذه المعطيات فشل جميع محاولات فك رموز اللغة الإيبيرية باستخدام حروف لغة الباسك كمرجع.

### النتائج الجينية الجديدة، 2015
نُشرت في عام 2015 دراسة علمية جديدة تتعلق بالحمض النووي لشعب الباسك، وبدت أنها تشير إلى انحدار أفراد هذا الشعب من مزارعين من العصر الحجري الحديث اختلطوا مع الصيادين المحليين قبل أن ينعزلوا وراثيًا عن بقية مناطق القارة الأوروبية لعدة آلاف من السنين. قام ماتياس جاكوبسون من جامعة أوبسالا السويدية بتحليل مواد جينية لثمانية هياكل عظمية بشرية من العصر الحجري وجدت في كهف إيل بورتالون في جبال أتابويركا شمالي إسبانيا. عاش هؤلاء الأفراد منذ مدة تتراواح بين 3500 و 5500 عام، بعد انتقال سكان جنوب غرب القارة الأوروبية للاعتماد على الزراعة. تُظهر نتائج الدراسة التي أجراها جاكوبسون أن هؤلاء المزارعين الإيبيريين الأوائل هم أقرب الأسلاف لشعب الباسك الحالي.
نُشرت النتائج الرسمية لدراسة جاكوبسون في أعمال الأكاديممية الوطنية للعلوم في الولايات المتحدة الأمريكية. يقول البروفيسور جاكوبسون: «تظهر نتائجنا أنّ أصول قبائل الباسك تعود إلى مجموعات الزراعة المبكرة في إيبيريا، الأمر الذي يتعارض مع وجهات النظر السابقة التي تتحدث عن كونهم من بقايا السكان الذين يرجع أصلهم إلى مجتمعات الصيد وجمع الطعام في العصر الحجري المتوسط.